# На тело (емисија)
На тело (слч. Na telo) је политичка емисија на словачком језику, коју емитује ТВ Маркиза, сваку недељу у 13 h, а водитељка емисије је Златица Пушкарова.